# SN 2025rbs
SN 2025rbs è una supernova di tipo Ia esplosa nel 2025 nella galassia a spirale NGC 7331, nella costellazione di Pegaso, ad una distanza di circa 45 milioni di a.l. dalla Terra.
È stata scoperta il 14 luglio 2025 dal Gravitational-wave Optical Transient Observer (GOTO), una rete di radiotelescopi robotici gestiti dall'Osservatorio del Roque de los Muchachos e dall'Osservatorio di Siding Spring.
La sua magnitudine apparente è stata stimata in +14,0, il che significa che può essere osservata visualmente con un telescopio con diametro di circa 12 pollici o maggiore.